# Olive Willis
Olive Margaret Willis (26 octobre 1877 - 11 mars 1964) est une éducatrice et directrice d'école britannique. Elle fonde l'école Downe House et en est la directrice pendant près de quarante ans, de 1907 à 1946.

## Jeunesse
Willis est née le 26 octobre 1877, au 65 Thistle Grove, Kensington, Londres, fille de John Armine Willis (1839–1916), inspecteur scolaire qui devient plus tard inspecteur en chef des écoles de l'ouest de l'Angleterre, et de Janet Willis, fille de James Coutts Crawford. Willis est la deuxième fille, sur cinq enfants. John Armine Willis a été éduqué à l'Université de Cambridge, où il était officier des Cambridge University Rifle Volunteers et il aimait emmener ses enfants en vacances d'escalade en Suisse. Willis se souvient plus tard qu'ils avaient « souffert d'un excès de belles choses dans un estomac vide ».
Olive Willis est une enfant rebelle. En 1891, elle est envoyée comme pensionnaire à la nouvelle Wimbledon House à Brighton, qui, pendant son séjour, devient la Roedean School, et y reste quatre ans. De 1898 à 1901, elle étudie l'histoire au Somerville College d'Oxford et obtient une troisième mention à son examen final.

## Religion
Bien que baptisés dans l'Église d'Angleterre, les Willis fréquentent une église théiste fondée par Charles Voysey à Swallow Street, près de Piccadilly. À Roedean, Willis s'opposant au manque d'enseignement religieux, est attiré par l'Anglo-catholicisme et, à l'âge de dix-sept ans, est confirmée à la Haute Église anglicane de St Cuthbert, à Earls Court, restant anglicane toute sa vie.

## Carrière
Après Oxford, Willis enseigne l'histoire pendant un an à la Queen Anne's School, à Caversham, puis en 1902, elle retourne dans son ancienne école, Roedean, où elle reste pendant deux ans. Après cela, elle devient enseignante suppléante, dans un large éventail d'écoles, notamment la Haberdashers' Aske's School for Girls, qui se trouve alors à Acton, et une école à Chesterfield.
En 1907, avec son amie Alice Carver comme associée non enseignante, Willis fonde un nouveau pensionnat pour filles appelé Downe House. Elles collectent 1 500 £ pour louer et équiper Down House dans le village de Downe, près d'Orpington, dans le Kent, une maison qui a auparavant été la demeure de Charles Darwin. L'école commence avec une fille et cinq maîtresses. Son objectif est d’atteindre l’excellence éducative dans un cadre détendu mais structuré. Trois autres filles arrivent à l'école au printemps 1908 et en 1910, il y a trente-six filles, dont toutes sauf quatre sont pensionnaires. Willis elle-même enseigne l'anglais, le latin, les Écritures et l'histoire, tandis que Carver est la matrone et tient la maison. Carver part en 1912, et Willis dirige l'école seule jusqu'en 1919, lorsqu'elle prend une nouvelle associée appelée Lilian Heather, qui est à l'école depuis 1907 en tant que professeur à temps partiel de sciences et de mathématiques.

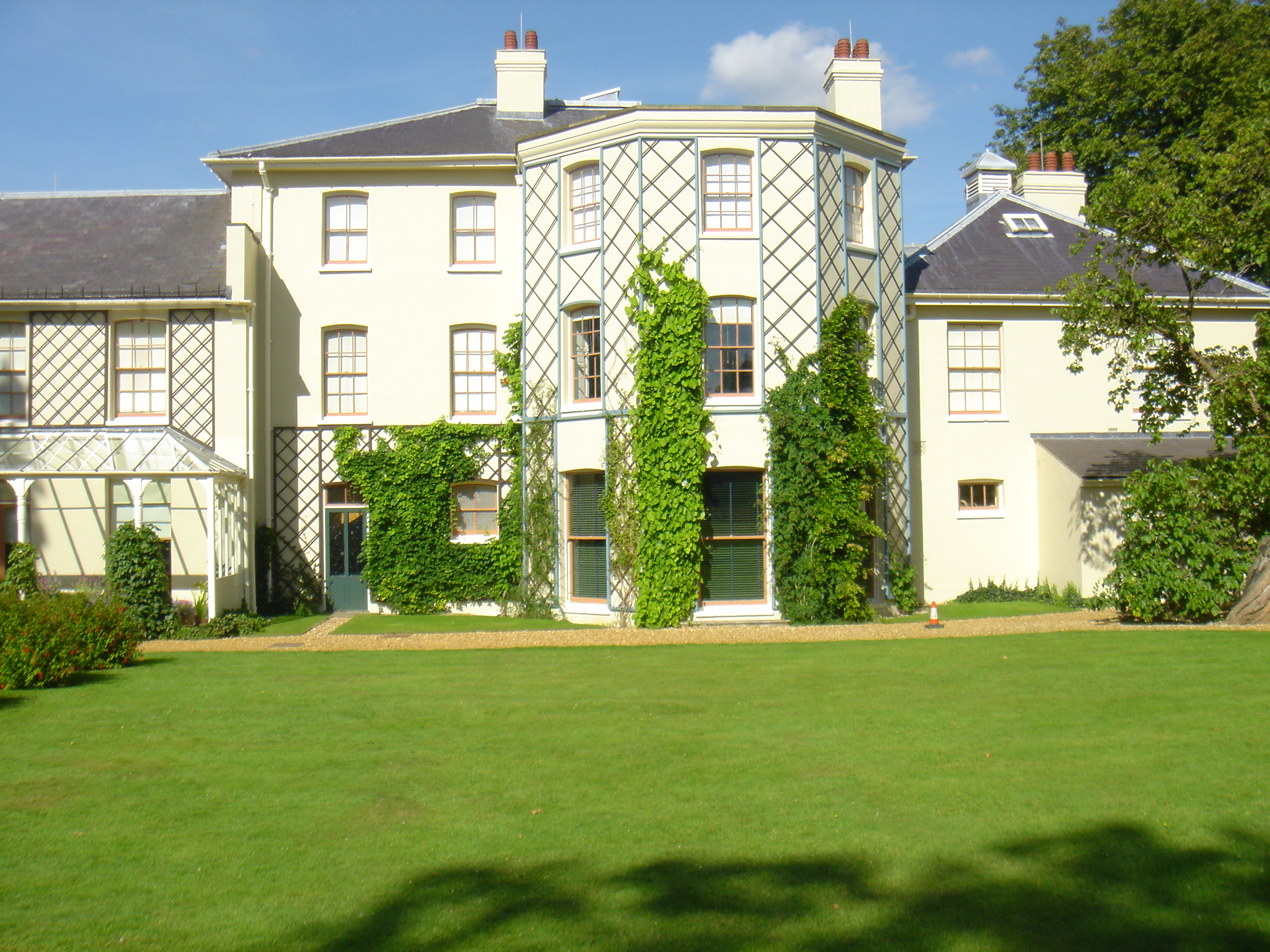
Down House, Downe

L’école devient populaire auprès des parents littéraires et universitaires. En 1913, le match de cricket annuel du magazine Punch se déroule à Downe, avec E. V. Lucas, un parent d'élève, capitaine d'une équipe et J. M. Barrie de l'autre, son équipe comprenant Alan Alexander Milne. L'une des premières élèves de Willis est la jeune fille anglo-irlandaise Elizabeth Bowen (1899–1973), qui devient une romancière importante, et Audrey Richards (1899–1984), plus tard anthropologue sociale, est sa contemporaine. Parmi ses autres élèves figurent la sculptrice Betty Rea (1904–1965), les écrivaines Alethea Hayter (1911–2006) et Priscilla Napier (en) (1908–1998), la poétesse Anne Ridler (1912–2001), la philosophe Mary Scrutton, l'archéologue Aileen Fox (1907–2005) et la musicienne Evelyn Barbirolli (en) (1911–2008). Le compositeur Robin Milford enseigne à l'école, tandis que Myra Hess donne des récitals de piano et joue avec l'orchestre de l'école.
En décembre 1921, avec l'aide d'un oncle et grâce à un prêt de deux parents de filles de l'école, Willis achète The Cloisters, Cold Ash, Berkshire, avec 60 acres, pour 11 976 £. Les cloîtres ont été conçus par l'architecte James MacLaren Ross et construits pendant la Première Guerre mondiale pour l'Ordre du Silence, mais l'ordre n'a pas été en mesure de payer son hypothèque. Willis y déplace son école seulement quatre mois après l'achat, en avril 1922. Pour le trimestre d'été de 1922, l'école compte 83 filles et en 1925, elle passe à 118 .
En tant que directrice, Willis a une présence imposante, mais une personnalité équilibrée, et elle inspire le respect à ses filles. Elle veut que son école soit un endroit où « la vie devrait être normale », avec une certaine liberté et un rythme naturel. En matière d'éducation, Willis pense que les filles ne devaient pas essayer d'être comme les garçons, et elle vise une attitude sérieuse envers l'éducation, préparant certains de ses élèves à la vie universitaire . Elle pouvait être difficile à côtoyer et ne connaissait pas grand-chose à l'entretien ménager, mais beaucoup de ses employés, comme son associée Lilian Heather, lui sont dévoués.

## Retraite
Heather meurt en 1943 et, en 1944, Willis renonce à la propriété de l'école, qui est transférée à un organisme public. Elle prend sa retraite en tant que directrice en 1946, mais a l'intention de continuer à vivre à Hill House, qui a été construite pour elle sur le terrain de l'école. Cela conduit son successeur choisi à déménager dans une autre école, et Willis décide de partager son temps entre Hill House et une résidence secondaire au 38 Tedworth Square à Chelsea. Elle garde le contact avec ses anciens élèves et continue à s'intéresser au Bermondsey Time and Talents Settlement et au mouvement des Guides.
En 1964, après avoir vécu près de vingt ans à la retraite, Willis meurt d'un ulcère duodénal perforé à l'âge de 86 ans à son domicile londonien. Elle est incinérée et ses cendres sont enterrées dans un jardin commémoratif à Downe House.